# Amanda Anisimova
Amanda Anisimova (n. 31 august 2001, Freehold Township⁠(d), New Jersey, SUA) este o jucătoare profesionistă de tenis din Statele Unite ale Americii. Cea mai bună clasare a carierei este locul 21 mondial, în octombrie 2019. S-a clasat în top 100 la scurt timp după ce a împlinit 17 ani. Anisimova a câștigat trei titluri WTA Tour și a ajuns la trei finale WTA în total.
La Indian Wells Open 2018, la vârsta de 16 ani, a obținut prima ei victorie împotriva unei jucătoare din top 10, Petra Kvitová. Anisimova a câștigat primul ei titlu WTA la Copa Colsanitas în aprilie 2019, la 17 ani, și al doilea titlu la Melbourne Summer Set în ianuarie 2022, la 20 de ani. 
La Australian Open 2019, ea a învins-o pe numărul 11 Arina Sabalenka, una dintre cele mai importante concurente la titlu, pentru a ajunge în runda a patra. La French Open 2019, a învins-o pe Simona Halep, campioana en-titre și numărul 3 mondial, devenind cea mai tânără semifinalistă la turneu din peste un deceniu. Următoarea dată când a ajuns în runda a patra a unui major a fost la Australian Open 2022, unde a câștigat împotriva campioanei en-titre, Naomi Osaka.

## Viața personală
Amanda s-a născut într-o familie de imigranți ruși, Olga și Konstantin Anisimova, care s-au stabilit în SUA înainte de nașterea ei. Tatăl său, Konstantin, a fost primul ei antrenor de tenis și un sprijin esențial în carieră. Are o soră mai mare, Maria, care a jucat tenis la Universitatea Pennsylvania.
În 2019, Amanda a trecut printr-o pierdere majoră, tatăl ei murind subit înainte de US Open.
În mai 2023, Amanda a anunțat că ia o pauză nedeterminată de la tenis, motivând suprasolicitarea și prioritizarea sănătății mintale. În perioada de pauză, s-a dedicat:
- studiilor la Nova Southeastern University,
- picturii și vânzării de lucrări pentru caritate,
- călătoriilor și explorării altor hobby-uri personale.
S-a întors pe teren în ianuarie 2024, declarând că se simte mai revigorată și echilibrată.
Amanda are o relație cu Tyler Roos (din 2020), model australian și fost participant la The Amazing Race Australia. Tyler este fiul fostului jucător de AFL, Paul Roos.

### Carieră recentă
După revenirea din 2024:
A câștigat titlul WTA 1000 de la Doha.
A ajuns în finala Wimbledon 2025.
A intrat pentru prima dată în Top 10 WTA.
Amanda continuă să îmbine performanța sportivă de top cu echilibrul personal, fiind recunoscută pentru reziliența și sensibilitatea sa artistică.

## Legături externe
- Materiale media legate de Amanda Anisimova la Wikimedia Commons
- Amanda Anisimova la Women's Tennis Association
- Amanda Anisimova la International Tennis Federation